# Majorette (Spielzeug)
Majorette ist eine Markenbezeichnung eines aus Frankreich stammenden Spielzeugherstellers, der hauptsächlich Modellfahrzeuge aus Metall und Kunststoff in verschiedenen Maßstäben (z. B. etwa 1:64) herstellt.

## Geschichte

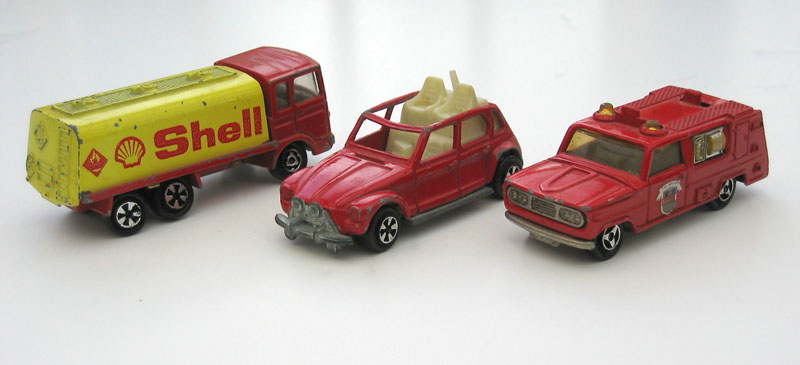
Majorette-Maßstäbe 1975: 1/100, 1/60, 1/80

Das Unternehmen wurde 1961 von Emile Véron gegründet. Unter dem Namen Rail-Route wurden zunächst Eisenbahnmodelle hergestellt und ab 1964 unter dem Namen Majorette Kfz-Modelle produziert. 1967 wurde Majorette zum Firmennamen. Produziert wurde noch in Frankreich, später auch in Portugal. Majorette galt als der umsatzstärkste französische Hersteller von Spielzeug-Automodellen. Es wurden zahlreiche verschiedene Fahrzeuge als Modell dargestellt. Die Modelle waren zumeist im Maßstab 1:64 gehalten und damit vergleichbar mit den Modellen von Matchbox.
In den 1980er Jahren wurde die bisherige Detailtreue zugunsten eines phantasievollen Spielzeugcharakters der Modelle gegenüber dem Wettbewerber Norev reduziert. 1980 wurde der französische Kfz-Modell-Hersteller Solido ohne dessen Militärfahrzeugsparte übernommen.
1986 erwarb Majorette eine Fabrik im Industriegebiet Nava Nakorn Industrial Promotion Zone in der Provinz Pathum Thani in Thailand. 1992 wurde das Unternehmen insolvent. Véron verließ das Unternehmen, das nun als La Nouvelle Société Majorette firmierte und 1993 von Idéal Loisirs übernommen wurde, das noch 1993 Novacar de Minia Porto aufkaufte.
1996 kontrollierte die Triumph-Adler A.G. die Idéal Loisirs S.A. 2003 ging Majorette dann in die Smoby-Gruppe über. Im März 2008 wurde Majorette für 3,9 Millionen US-Dollar an die Société Anonyme Compagnie MI 29 verkauft, die sich im Eigentum des französischen Investmentfonds Bigben Interactive befindet; von den 78 Beschäftigten verloren 23 ihre Anstellung.
Seit 2010 gehört Majorette zur deutschen Simba-Dickie-Group.
Die Modelle werden seit Mitte der 1990er Jahre in Thailand produziert. Als Ergänzung zu den Fahrzeugen wurde zudem in den 1980er Jahren ein Straßensystem namens Majo-Kit vertrieben. Nach der Jahrtausendwende wurde nochmals ein ähnliches System als Majo-City angeboten.
Im Herbst 2011 kam die Herstellung zum Erliegen, da die gesamte Fabrik im Rahmen der Herbstflutkatastrophe in Thailand 2011 überschwemmt wurde. Dabei wurden auch die meisten alten Spritzgussformen ein Opfer der Fluten. Simba-Dickie-Toys investierte in den Wiederaufbau der Fabrik 6,5 Millionen Euro und weitere 10 Millionen Euro in die übrige Firmenstruktur. Seit Ende 2012 wird ein neues Sortiment mit neuen Modellen in neuer Qualität angeboten.

## Majorette USA
1982 wurde Toys of Majorette von Cleveland (Ohio) nach Miami (Florida) verlegt. Diese Filiale wurde 2003 durch Smoby aufgekauft und firmierte bis 2008 unter der Bezeichnung Smoby-Majorette, die 2007 insolvent wurde.